# Natriciteres fuliginoides
Espèce
Synonymes
- Coronella fuliginoides Günther, 1858
- Meizodon longicauda Günther, 1863

Statut de conservation UICN

 LC  : Préoccupation mineure
Natriciteres fuliginoides est une espèce de serpents de la famille des Natricidae. 

## Répartition
Cette espèce se rencontre en République démocratique du Congo, en République du Congo, en République centrafricaine, au Gabon, au Cameroun, au Nigeria, au Togo, au Ghana, en Côte d'Ivoire, en Sierra Leone et en Guinée.
Sa présence est incertaine au Bénin.

## Publication originale
- Günther, 1858 : Catalogue of Colubrine Snakes in the Collection of the British Museum, London, p. 1-281 (texte intégral).